# MALL OF TV
MALL OF TV（モール・オブ・ティーヴィー）は、株式会社モール・オブ・ティーヴィー（後の株式会社ジェイ・インターナショナル）が運営していた、日本のテレビショッピング専門チャンネル。スカパー!プレミアムサービス、一部ケーブルテレビ等で視聴可能だった。

## 概要
1996年11月1日放送開始と、ショップチャンネルと並び日本のテレビショッピング専門チャンネルの中では最古参の部類に入る。番組は基本的に録画放送で、自社の独自番組以外に「テナントゾーン」「供給番組ゾーン」として、他のチャンネル同様の通販番組を放送する時間帯があった。
2012年9月29日 スカパー!プレミアムサービスCh.526の放送を開始した。（画角情報は、16:9ワイドサイズのSD放送）
2012年12月31日 スカパー!プレミアムサービス（標準画質）、スカパー!プレミアムサービス光での放送を終了。
2014年7月31日をもって放送終了。